# Nquma scalpta
Nquma scalpta é uma espécie de gastrópode do gênero Nquma, pertencente a família Horaiclavidae.